# ماورو سيرجيو دا سيلفا
ماورو سيرجيو دا سيلفا هو لاعب كرة قدم برازيلي في مركز الدفاع، ولد في 24 يوليو 1978 في البرازيل. لعب مع نادي أمريكا (ميناس جرايس).